# Fumaarzuur
Fumaarzuur of (2E)-but-2-eendizuur is een organisch zuur, meer specifiek een dicarbonzuur, met als brutoformule C4H4O4. Het is een kleurloze kristallijne vaste stof met een fruitachtige smaak. Het komt van nature voor in de meeste vruchten en groenten. Fumaarzuur wordt aangetroffen in onder meer de gewone duivenkervel, korstmossen en IJslands mos.

## Synthese
Fumaarzuur werd voor het eerst bereid uit wijnsteenzuur. Een mogelijke synthese is de oxidatie van furfural met een chloraat (zoals natrium- of kaliumchloraat) in aanwezigheid van een op vanadium gebaseerde katalysator (meestal vanadium(V)oxide).
De huidige industriële synthesemethode is gebaseerd op de katalytische isomerisatie van maleïnezuur in een sterk zure oplossing. Maleïnezuur is beschikbaar uit de hydrolyse van maleïnezuuranhydride, dat op zijn beurt bereid wordt door benzeen of butaan katalytisch te oxideren.

## Eigenschappen
Fumaarzuur is een zwak diprotisch zuur waarvan de zuurconstanten 3,03 en 4,44 bedragen. Het is een uitstekend diënofiel in Diels-Alder-reacties wegens aanwezigheid van het elektronenarme alkeen. Tevens ondergaat deze dubbele binding gemakkelijk additiereacties met bijvoorbeeld waterstofhalogeniden.
Zouten en esters van fumaarzuur worden fumaraten genoemd. Dimethylfumaraat wordt bijvoorbeeld gebruikt bij de behandeling van psoriasis. De esters kunnen gemakkelijk bereid worden door fumaarzuur en een alcohol met elkaar te laten reageren, in aanwezigheid van een zure katalysator (meestal zwavelzuur of p-tolueensulfonzuur). De zouten kunnen bereid worden uit een klassieke zuur-basereactie met een sterke base.
Fumaarzuur sublimeert rond 290°C.

## Toepassingen
Fumaarzuur wordt gebruikt bij de productie van polyester harsen, polyolen, verven en appelzuur.
Het wordt algemeen gebruikt als voedingsadditief en dieetsupplementen en soms ter vervanging van wijnsteenzuur in dranken en bakpoeder. Het E-nummer van fumaarzuur is E297.
Fumaarzuur wordt soms gebruikt in de behandeling van psoriasis en leidt tot een remming van de groei van cellen van de opperhuid.

## Biologie
Onder fysiologische omstandigheden komt fumaarzuur in anionische vorm voor, en wordt dan ook wel fumaraat genoemd. Fumaarzuur wordt door de cellen gebruikt voor de productie van energie uit voedsel met behulp van adenosinetrifosfaat. De menselijke huid maakt onder invloed van zonlicht ook fumaarzuur aan.

## Toxicologie en veiligheid
Fumaarzuur is schadelijk en irriterend voor de ogen en het maag-darmstelsel. Contact met de huid kan leiden tot lichte irritatie. Fumaarzuur is toxisch voor de longen en de slijmvliezen. Langdurig of herhaalde blootstelling kan leiden tot orgaanschade.